# Edin Višća
Edin Višća (Olovo, 17 de febrero de 1990) es un futbolista bosnio que juega en la demarcación de centrocampista para el Trabzonspor de la Superliga de Turquía.

## Biografía
Tras formar parte del equipo filial del FK Budućnost Banovići, en 2009 fichó por el FK Željezničar Sarajevo. En su primera temporada en el club ganó la Premijer Liga, y un año después la Copa de Bosnia y Herzegovina. En 2011 fichó por el İstanbul BB turco, club en el que permaneció hasta enero de 2022 cuando se marchó al Trabzonspor.

## Selección nacional
El 10 de diciembre de 2010 hizo su debut con la selección de fútbol de Bosnia y Herzegovina en un partido amistoso contra Polonia.
Después de ser incluido en la lista preliminar de 24 jugadores en mayo de 2014, Višća fue confirmado el 2 de junio en la lista final de 23 que representaron a Bosnia y Herzegovina en la Copa Mundial de Fútbol de 2014.

### Participaciones en Copas del Mundo
| Mundial                        | Sede   | Resultado    |
| ------------------------------ | ------ | ------------ |
| Copa Mundial de Fútbol de 2014 | Brasil | Primera fase |

## Clubes
| Club                       | País                 | Año       | Partidos | Goles |
| -------------------------- | -------------------- | --------- | -------- | ----- |
| F. K. Željezničar Sarajevo | Bosnia y Herzegovina | 2009-2011 | 43       | 11    |
| Estambul Başakşehir F. K.  | Turquía              | 2011-2022 | 397      | 110   |
| Trabzonspor                | Turquía              | 2022-     | 120      | 21    |

## Palmarés

### Campeonatos nacionales
| Título                       | Club                       | País                 | Año  |
| ---------------------------- | -------------------------- | -------------------- | ---- |
| Premijer Liga                | F. K. Željezničar Sarajevo | Bosnia y Herzegovina | 2010 |
| Copa de Bosnia y Herzegovina | F. K. Željezničar Sarajevo | Bosnia y Herzegovina | 2011 |
| Superliga de Turquía         | Estambul Başakşehir F. K.  | Turquía              | 2020 |
| Superliga de Turquía         | Trabzonspor                | Turquía              | 2022 |
| Supercopa de Turquía         | Trabzonspor                | Turquía              | 2022 |